# Чагоян
Чагоя́н — село в Шимановском районе Амурской области, Россия.
Образует Чагоянский сельсовет.

## География
Село Чагоян стоит на обеих берегах реки Зея (на левом берегу старый хутор Чагоян, на правом берегу — современный поселок Чагоян).
Село Чагоян расположено в 44 северо-восточнее от города Шимановск, автодорога идёт мимо сёл Малиновка и Раздольное.
Параллельно автодороге от Шимановска к селу Чагоян идёт железная дорога (подъездные пути специального назначения).

## История
Село на левом берегу р. Зея основан в 1910 г. под названием Михайловское, с 1912 г. — Чагоян. На правом берегу р. Зея построен в 1980-х гг. рабочий поселок при каменном карьере по добыче известняка. В 1990-х гг. недалеко от пос. Чагоян был построен завод по производству известняковой муки и из г. Шимановска к нему была проложена ж.д.ветка. В настоящее время завод заброшен.

## Топонимика
Название с тунгуро-манчжурских языков от слова «цаган» — «белый». Одно из редких сохранившихся на территории области названий даурского происхождения. Село стоит на берегу Зеи, который сложен белыми известняками.

## Население
| 2002 | 2010 | 2012 | 2013 | 2014 | 2015 | 2016 |
| ---- | ---- | ---- | ---- | ---- | ---- | ---- |
| 474  | ↘382 | ↘370 | ↗373 | ↘370 | ↘362 | ↘341 |
| 2017 | 2018 | 2021 |      |      |      |      |
| ↘327 | ↗333 | ↗350 |      |      |      |      |

По данным переписи 1926 года по Дальневосточному краю, в населённом пункте числилось 36 хозяйств и 164 жителя (91 мужчина и 73 женщины), из которых преобладающая национальность — украинцы (13 хозяйств).